# 藍點似緋鯉
藍點似緋鯉（学名：Upeneichthys lineatus）為輻鰭魚綱鱸形目鱸亞目鬚鯛科的其中一種，分布於西南太平洋區的澳洲東部海域，棲息深度5-100公尺，體長可達40公分，生活在沙石底質海域，成群活動，屬肉食性，以小型甲殼類為食，可做為食用魚。
其种加词“Lineatus”意为“线形的”。